# Çingiz Mustafayev
Çingiz Mustafayev (Moskou, 11 maart 1991), beter bekend onder zijn artiestennaam Chingiz, is een Azerbeidzjaans zanger.

## Biografie
Mustafayev werd geboren in Moskou, maar verhuisde op jonge leeftijd naar Qazax in Azerbeidzjan, het land waar zijn familie vandaan kwam. Al op jonge leeftijd begon hij muziek te spelen en te zingen. Hij kreeg al snel een voorkeur voor flamenco en Spaanse muziek in het algemeen. In 2007 won hij een lokale talentenjacht in Azerbeidzjan, Yeni Ulduz. In 2013 nam hij deel aan New Wave, en in 2016 waagde hij zijn kans in de Oekraïense versie van The Voice. In datzelfde jaar richtte hij een groep op met de naam Palmas, waarmee hij vooral flamencomuziek bracht. Na twee jaar besloot hij zich evenwel weer op zijn solocarrière te richten. Begin 2019 werd hij door de Azerbeidzjaanse openbare omroep geselecteerd om Azerbeidzjan op het Eurovisiesongfestival 2019 te vertegenwoordigen. In Tel Aviv bracht hij Truth ten gehore, waarmee hij vijfde werd in de halve finale en achtste in de finale.
2008: Elnur & Samir · 
2009: AySel & Arash · 
2010: Səfurə Əlizadə · 
2011: Ell & Nikki · 
2012: Səbinə Babayeva · 
2013: Fərid Məmmədov · 
2014: Dilarə Kazımova · 
2015: Elnur Hüseynov · 
2016: Səmra Rəhimli · 
2017: Dihaj · 
2018: Aysel Məmmədova · 
2019: Chingiz · 
2021: Efendi · 
2022: Nadir Rüstəmli · 
2023: TuralTuranX · 
2024: Fahree feat. İlkin Dövlətov · 
2025: Mamagama